# Zhang Yijie
Zhang Yijie (Chino: 张逸杰), es un actor chino.

## Biografía
Es amigo de la actriz china Bai Lu.

## Carrera
Es miembro de la agencia Huanyu Film.
En 2014 apareció en la serie Xuan-Yuan Sword: Scar of Sky donde interpretó a Yu Wentuo de pequeño, un príncipe de la dinastía Zhou del Norte. Papel interpretado por el actor Hu Ge de adulto.
Ese mismo año se unió al elenco recurrente de la serie Battle of Changsha donde dio vida a Hu Xiangshui, un miembro de la familia Hu. 
También se unió al elenco recurrente de la serie Swords of Legends donde interpretó a Ling Yue de joven, principal discípulo de la Secta Tian Yong. Papel interpretado por William Chan de adulto.
En octubre del 2015 se unió al elenco recurrente de la serie Legend of Ban Shu donde dio vida a Liu Hong, el Príncipe de Zhongshan, el hermano de la princesa Liu Yan (Zhang Xueying) y discípulo del maestro Wei Ying (Zhang Zhehan).
En febrero del 2016 se unió al elenco recurrente de la serie The Imperial Doctress donde interpretó a Tan Yunliang, el hermano de Yun Xian (Liu Shishi).
El 30 de junio del mismo año se unió al elenco recurrente de la serie Demon Girl donde dio vida a Yong Ye, hasta el final de la temporada el 26 de agosto del mismo año. 
El 24 de octubre del mismo año se unió al elenco secundario de la serie Memory Lost donde interpretó a Xia Junai alias "A", el joven miembro del sindicado criminal "Alphabet" y un experto en explosiones, hasta el final de la serie al terminar su tercera temporada el 27 de diciembre del mismo año.
El 30 de diciembre del mismo año se unió a la segunda temporada de la serie Demon Girl 2 donde volvió a dar vida a Yong Ye, asta el final de la serie el 10 de febrero del 2017.
El 30 de agosto del 2017 se unió al elenco principal de la serie web King is Not Easy (大王不容易) donde interpretó al Emperador Ji Man, quien termina intercambiando su alma con la de la rebelde cocinera Dan Xi (Bai Lu), hasta el final de la serie el 28 de septiembre del mismo año.
El 14 de enero del 2018 se unió al elenco recurrente de la serie Untouchable Lovers donde dio vida a Liu Ziye, el Emperador Song, el hermano menor de las Princesas Liu Chuyu y Liu Chuxiu (Guan Xiaotong), un gobernante tirano, violento y con un comportamiento explosivo, hasta el episodio trece, luego de que su personaje fuera asesinado.
El 26 de noviembre del mismo año se unió al elenco principal de la serie The King of Blaze (火王之破晓之战) donde interpretó a Hao Yue, el dios del trueno, quien renace durante la dinastía Tang como el guardia imperial de la Diosa del Agua y Princesa Li Ying (Lai Yumeng), después de morir como un bandido durante la guerra contra el clan Wing, hasta el 18 de diciembre del mismo año.
El 19 de diciembre del mismo año se unió a la segunda temporada de la serie The King of Blaze 2 donde dio vida a Lei Hao, un aspirante a ambientalista y científico, así como el mejor amigo del científico Lin Ye (Chen Bolin) y novio de la actriz Wei Yongqian (Lai Yumeng), hasta el final de la serie el 22 de enero del 2019.
El 22 de junio del 2019 se unió al elenco de la serie The Prince of Tennis donde interpretó al jugador de tenis Zhuo Zhi, hasta el final de la serie el 3 de septiembre del mismo año.
En el 2020 se unirá al elenco recurrente de la serie Unrequited Love donde dará vida a Zhang Mingrui.
Ese mismo año también se unirá al elenco de la serie The Heritage (传家).
El 19 de agosto del mismo año se unirá al elenco principal de la serie My Strange Friend (también conocida como "Super Talent") donde dará vida a Duan Muhao.

## Filmografía

### Series de televisión
| Año             | Título                           | Personaje                       | Notas        |
| --------------- | -------------------------------- | ------------------------------- | ------------ |
| 2020 - presente | My Strange Friend                | Duan Muhao                      |              |
| 2020 - presente | The Heritage                     | -                               |              |
| 2020 - presente | Unrequited Love                  | Zhang Mingrui                   |              |
| 2019            | The Prince of Tennis             | Zhuo Zhi                        | 40 episodios |
| 2018 - 2019     | The King of Blaze 2              | Lei Hao                         | 33 episodios |
| 2018            | The King of Blaze                | Hao Yue                         | 28 episodios |
| 2018            | Untouchable Lovers               | Emperador Liu Ziye              | 13 episodios |
| 2017            | King is Not Easy                 | Emperador Ji Man                | 20 episodios |
| 2016 - 2017     | Demon Girl 2                     | Yong Ye                         |              |
| 2016            | Memory Lost 3                    | Xia Junai                       | 12 episodios |
| 2016            | Memory Lost 2                    | Xia Junai                       | 12 episodios |
| 2016            | Memory Lost                      | Xia Junai                       | 12 episodios |
| 2016            | Demon Girl                       | Yong Ye                         |              |
| 2016            | The Imperial Doctress            | Tan Yunliang                    |              |
| 2015            | Pretty Wife                      | Jimmy                           |              |
| 2015            | Legend of Ban Shu                | Liu Hong, Príncipe de Zhongshan |              |
| 2015            | My Amazing Bride                 | Pequeño Emperador               |              |
| 2015            | The Backlight of Love            | Kong Kong                       |              |
| 2014            | The Romance of the Condor Heroes | Wu Dunru (de pequeño)           |              |
| 2014            | Swords of Legends                | Xia Junai (de pequeño)          |              |
| 2014            | Brave Lover                      | Zhang Hanyu (de pequeño)        |              |
| 2014            | Battle of Changsha               | Hu Xiangshui                    |              |
| 2012            | Beauties of the Emperor          | Xiao Zhameng                    |              |
| 2014            | Xuan-Yuan Sword: Scar of Sky     | Príncipe Yu Wentuo (de pequeño) |              |
| 2005            | KO One                           | Wu Shi-An                       |              |

### Películas
| Año  | Título                                | Personaje       | Notas                                                                |
| ---- | ------------------------------------- | --------------- | -------------------------------------------------------------------- |
| 2017 | How Are You (李雷和韩梅梅)            | Li Lei          | junto a Zhang Zifeng, Wang Xudong, Jerry Chang Lufeng y Cheng Zining |
| 2012 | Happy Adventure (开心大冒险)          | 罗开心          |                                                                      |
| 2012 | Born in 1978 (生于1978)               | 陈涛 (de joven) |                                                                      |
| 2011 | Xia Re Chun Qing (夏日纯情)           | 鞠天平          |                                                                      |
| 2010 | Bian Cheng Sheng Si Lian (边城生死恋) | 乌沙 (de joven) |                                                                      |
| 2010 | Kuai Le Tong Nian (快乐童年)          | 袁小健          |                                                                      |

### Programa de televisión
| Año             | Programa                                        | Notas                  |
| --------------- | ----------------------------------------------- | ---------------------- |
| 2020 - presente | Actor Please Take Your Place S2                 | participante           |
| 2019            | Super Nova Games: Season 2 (超新星全运会第二季) | participante           |
| 2014, 2019      | Happy Camp (快乐大本营)                         | 2 episodios - invitado |
| 2018            | 加油好身材                                      | 2 episodios            |
| 2016            | Day Day Up (天天向上)                           | 6 episodios - invitado |
| 2015            | Run for Time: Season 1 (全员加速中1)            | 3 episodios - invitado |

### Revistas / sesiones fotográficas
| Año  | Título        | Notas                      |
| ---- | ------------- | -------------------------- |
| 2019 | GQ China      |                            |
| 2019 | My Type       |                            |
| 2018 | InSnap Vision | (publicación de diciembre) |
| 2018 | NTSnap        | (publicación de diciembre) |
| 2018 | Esquire       | [ 10 ]                     |

### Eventos
| Año  | Título                                                 | Notas       |
| ---- | ------------------------------------------------------ | ----------- |
| 2020 | Degaia 2020 F/W Runway Show                            | en Shanghái |
| 2019 | Doki Popularity Stage - 2019 Tencent Video Star Awards |             |

## Discografía

### Singles
| Año | Canción                      | Álbum | Notas |
| --- | ---------------------------- | ----- | ----- |
| -   | Wo Duo Ma Ai Ni (我多么爱你) | -     |       |